# 原子力損害に関する関係団体連絡会議
原子力損害に関する関係団体連絡会議（げんしりょくそんがいにかんするかんけいだんたいれんらくかいぎ）は、東日本大震災が発生したことで生じた福島第一原子力発電所事故への賠償を各方面と連携することにより迅速に実施されることを目的として設置された会議。
原子力損害を受けた被害者が属する各種団体、関係市町村、福島県で構成され、座長は、福島県災害対策本部副本部長、事務は福島県災害対策本部が担当した。第1回は2011年（平成23年）5月2日に実施され、会の概説と現状や制度について議論された。第2回は同年6月16日。第3回は同年7月15日に開かれた。